# 種子島守時
種子島守時（たねがしま もりとき）は、明治から昭和にかけての華族(男爵)、種子島氏第27代当主。正四位。父は第25代当主種子島久尚。母は島津貴典の娘の幸子。妻は種子島保の娘の房。兄に時丸がいたが、11歳で夭折したため、守時が養子となって跡を継いだ。